# كيمياء مناعية

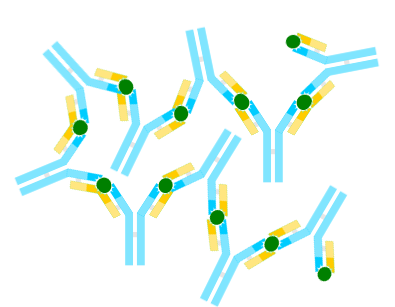

الكيمياء المناعية هي فرع من الكيمياء ويشمل ذلك دراسة ردود فعل و مكونات جهاز المناعة. و قد تم تطوير وتحسين أساليب مختلفة في الكيمياء المناعية، استخدمت في الدراسة العلمية، في مختلف المجالات من علم الفيروسات إلى التطور الجزيئي.
واحد من أقرب الأمثلة هو الكيمياء المناعية هو (اختبار واسرمان) للكشف عن الزهري. سفانت أرينيوس كان أيضا واحدا من الرواد في هذا المجال نشر في عام 1907 التي تتضمن وصفا لتطبيق أساليب الكيمياء الطبيعية لدراسة نظرية الذيفانات(السموم) و مضاداتها(الترياق).
الكيمياء المناعية جانبا من استخدام الأجسام المضادة لدمغ الحواتم في الخلايا (immunocytochemistry) أو الأنسجة (immunohistochemistry)